# Jakow Permjakow
Jakow Permjakow (russisch: Яков Пермяков; † 1712) war ein russischer Seefahrer und Händler, der die Neusibirischen Inseln entdeckte.
Während der Kosake 1710 entlang der sibirischen Küste von der Lena zur Kolyma in die Ostsibirische See segelte, sichtete er im Norden unbekannte Inseln. Permjakow wurde beauftragt eine Kosakeneinheit unter Merkuri Wagin an den Ort seiner Entdeckung zu führen. 1712 überquerte die 12-köpfige Gruppe mit Hundeschlitten die Laptew-Straße und betrat die Große Ljachow-Insel, die größte der zu den Neusibirischen Inseln gehörenden Ljachow-Inseln. Die Gruppe sah im Norden weitere Inseln, wegen der im vorangeschrittenen Frühjahr ungünstigen Eisverhältnisse und der unzureichenden Lebensmittelvorräte setzte Wagin aber nicht zu ihnen über. Auf dem leidvollen Rückweg wurden Permjakow, Wagin und zwei weitere Männer von rebellierenden Expeditionsteilnehmern getötet.